# 伊菲格湖
46°23′11.5″N 7°24′23.5″E / 46.386528°N 7.406528°E

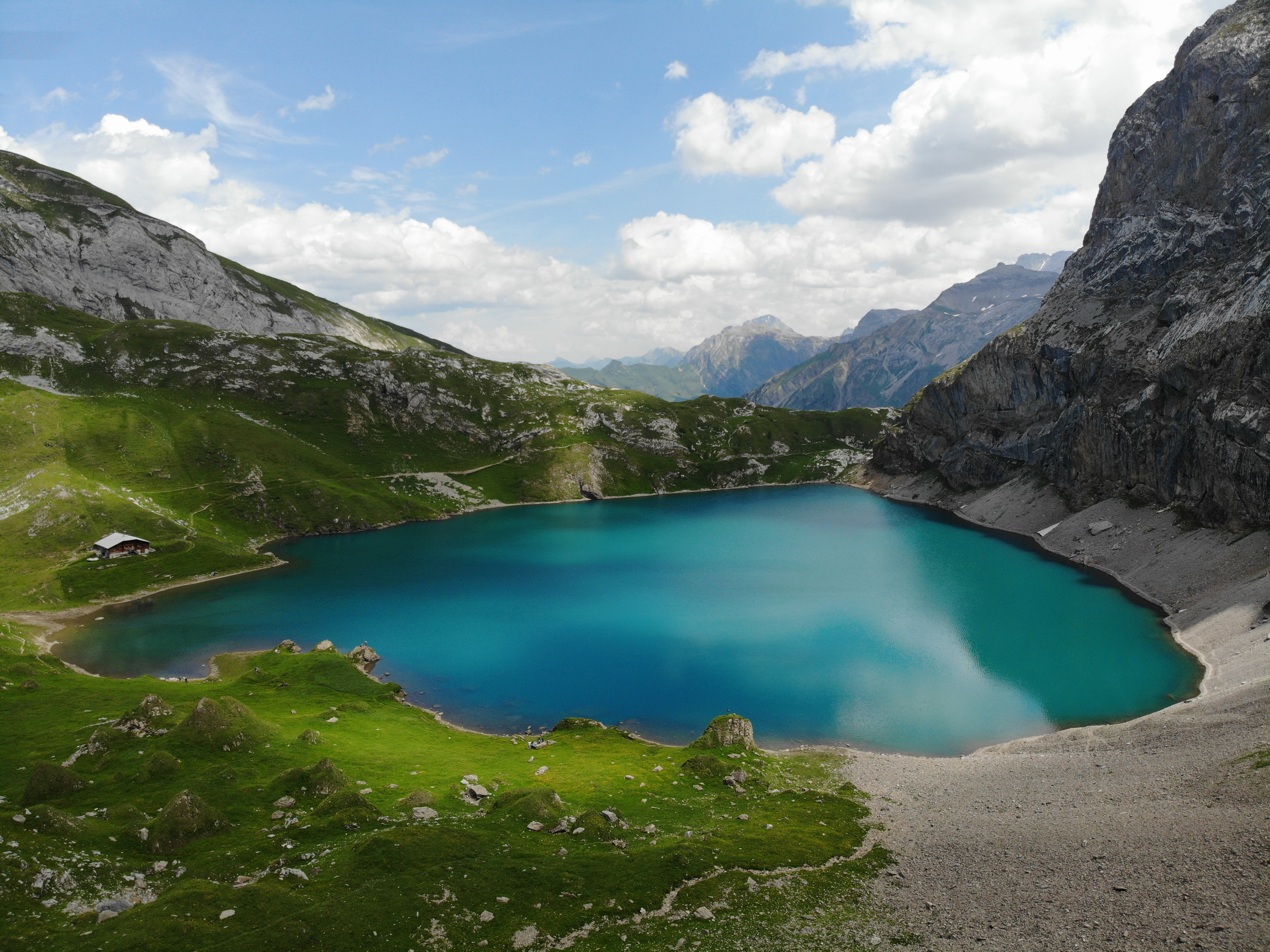

伊菲格湖（Iffigsee），是瑞士的湖泊，位於該國西部，由伯恩州負責管轄，處於錫默河谷倫克附近，南面有維爾德峰，面積0.11平方公里，海拔高度2,065米。